# Sanktuarium Matki Bożej Pocieszenia w Lubiszewie Tczewskim
Sanktuarium Maryjne w Lubiszewie Tczewskim – sanktuarium maryjne z figurą Madonny z Dzieciątkiem w kościele Świętej Trójcy na terenie parafii Świętej Trójcy w Lubiszewie Tczewskim.

## Historia kościoła
Pierwszy kościół w Lubiszewie wzniesiony został w 1185 r. z inicjatywy księcia Grzymisława. Wybudowany był. Kościół poświęcił w 1198 r. biskup kujawski Stefan. Od 1198 do ok. 1370 kościół był w ręku joannitów. Później kościół przekazano krzyżakom. Przed 1348 rokiem rycerz Henning z Wartenbergu wybudował na cmentarzu kaplicę rycerską dla joannitów, aby mogli oni swobodnie uczestniczyć we Mszy. W 1348 roku na miejscu dawnego drewnianego kościoła zbudowano nowy, wykonany z cegły. W 1596 r. kościół stał się filią parafii w Tczewie. W 1823 roku przedłużono zachodnią część nawy i dobudowano wieżę. W 1914 powstały 16-głosowe organy. W 1928 r. w Lubiszewie utworzono samodzielną parafię. Największy dzwon pochodzi z roku 1951, a dwa mniejsze – z 1958.

## Historia sanktuarium
W kościele parafialnym Świętej Trójcy od 1728 roku w bocznym ołtarzu znajduje się figura Matki Bożej Pocieszenia.  
Starania o utworzenie w Lubieszewie sanktuarium maryjnego rozpoczął jeszcze 1953 roku ówczesny proboszcz ks. Paweł Lubieński. Po jego śmierci prace kontynuował kolejny proboszcz ks. Roman Misiak. 9 czerwca 1993 roku biskup ordynariusz Jan Bernard Szlaga nakazał przygotować się do koronacji figury Matki Bożej. Korony dla Jezusa i Maryi poświęcił Jan Paweł II w Gnieźnie 3 czerwca 1997 roku, a 31 sierpnia 1997 roku nuncjusz apostolski w Polsce abp Józef Kowalczyk dokonał koronacji cudownej figury. Towarzyszyli mu biskupi: Jan Bernard Szlaga, Tadeusz Gocłowski, Marian Przykucki, Andrzej Śliwiński i Jan Chrapek. Dekretem biskupa pelplińskiego ustanowiono w Lubiszewie Sanktuarium Matki Bożej Pocieszenia, a każdorazowy proboszcz parafii otrzymała tytuł Kustoszem Sanktuarium. 7 września 1997 roku bp Jan Bernard Szlaga poświęcił tablicę upamiętniającą fakt ustanowienia w Lubieszewie sanktuarium. 
W 2007 roku, w 10 rocznicę koronacji został na placu koronacyjnym konsekrowany ołtarz polowy, oraz Droga Krzyżowa, które powstały jako wotum wdzięczności. Uroczystości odpustowe odbywają się w pierwszą niedzielę września pod przewodnictwem biskupa diecezjalnego.   

## Figura Matki Bożej
Głównym przedmiotem kultu jest pochodząca z II połowy XIV w. figura (ok. 80 cm) Madonny z Dzieciątkiem. Powstała ona około 1380 roku w Pomorskim Warsztacie Madonn. Pierwotnie była przechowana w prywatnej kaplicy Czarlińskich w pobliskim Stanisławiu. Pierwszą wzmiankę o istnieniu rzeźby zanotowano w 1728 roku, gdy figurę przeniesiono do lubiszewskiego kościoła. Uroczystości trwały aż tydzień i zgromadziły 10 tysięcy wiernych, co jak na ówczesne czasy było czymś niezwykłym. Madonnę umieszczono w bocznym ołtarzu świątyni i tam pozostała do dziś. Twarze Matki Boskiej i Dzieciątka są uśmiechnięte, co jest raczej rzadko spotykane na figurach polskich Madonn. U stóp figury umieszczono dwie klęczące postacie - św. Monikę i jej syna św. Augustyna. Podczas przygotowań do koronacji w 1993 roku przeprowadzono konserwację i pozłocenie figury. Konserwacji poddano również ołtarz i zabezpieczono figurę przed kradzieżą.  